# قرمزی‌کند (گنجه)
قرمزی‌کند یا پیش‌تر کراسنویه سلو (به لاتین: Krasnoye Selo) یک منطقهٔ مسکونی در جمهوری آذربایجان است که در گنجه واقع شده‌است.